# Lausannevirus
Das Lausannevirus (LauV, Spezies Losannavirus lausannense) gehört zu den größeren derzeit bekannten Viren (Riesenviren) im Phylum Nucleocytoviricota (NCLDV), Familie Marseilleviridae. Die Lausanneviren können Amöben der Gattung Acanthamoeba infizieren. Das Erbgut des Lausannevirus umfasst 346.754 Basenpaare, verteilt auf 450 Gene, und teilt 89 % der ORFs (Open Reading Frames) mit dem Marseillevirus (Spezies Marseillevirus massiliense). Eine weitere Gemeinsamkeit besteht darin, dass Viren beider Spezies für drei Histon-ähnliche Proteine kodieren. Der Vermehrungszyklus in der Wirtszelle Acanthamoeba castellanii ähnelt jenem der Gattung Mimivirus.

## Epidemiologie
Gemäß einer Seroprävalenzstudie an nicht-symptomatischen jungen Männern (Rekruten im damaligen Rekrutierungszentrum in Lausanne) beträgt die Häufigkeit einer Lausannevirus-Infektion bei Menschen 1,74 Prozent. Dabei wurde festgestellt, dass die Lausannevirus-Infektion bei Milchkonsum (p = 0.028) und bei häufigem Sport (mindestens 3 mal/Woche, p = 0.0066) auf statistisch signifikante Weise häufiger war. Interessanterweise besaßen die Personen, die Lausannevirus-seropositiv waren, sehr oft auch Antikörper hatten gegen Criblamydia sequanensis, ein 2006 beschriebenes Bakterium (Familie Criblamydiaceae in der Ordnung Chlamydiales), welches in Amöben überleben kann. Die Autoren vermuten, dass diese Ko-Reaktivität nicht auf gemeinsame Epitope von Lausannevirus und C. sequanensis zurückzuführen ist, sondern auf Kontakt mit Wasser, welches mit befallenen Amöben kontaminiert ist. Die Entdecker des Lausannevirus sind auch die von C. sequanensis.